# Digama daressalamica
Digama daressalamica là một loài bướm đêm thuộc họ Erebidae. Nó được tìm thấy ở Châu Phi.